# 언터쳐블 가이
언터쳐블 가이(Private Parts)는 미국에서 제작된 베티 토마스 감독의 1997년 드라마, 코미디 영화이다. 하워드 스턴 등이 주연으로 출연하였고 이반 라이트만 등이 제작에 참여하였다.

## 출연

### 주연
- 하워드 스턴

### 조연
- 로빈 퀴버스
- 메리 맥코막
- 폴 지아마티

## 제작진
- 원작자: 하워드 스턴
- 공동제작: 셀리아 D. 코스타스
- 미술: 찰스 로즌
- 의상: 조셉 G. 얼리시
- 배역: 필리스 허프먼
- 배역: 올리비아 해리스